# Benno Magnusson
Lars Benno Magnusson (* 4. Februar 1953 in Ålem, Kalmar län) ist ein ehemaliger schwedischer Fußballspieler.

## Laufbahn
Magnusson begann seine Laufbahn bei Åtvidabergs FF. Im Winter 1973/74 kam der Stürmer zum 1. FC Kaiserslautern, wurde dort Stammspieler, erzielte aber kein einziges Bundesligator. Daher wurde er nach nur einer Spielzeit zum Ligakonkurrenten Hertha BSC abgegeben, wo er auf Anhieb die deutsche Vizemeisterschaft gewann.
Nach einer weiteren Spielzeit im deutschen Oberhaus zog es ihn zurück nach Schweden zu Kalmar FF.
Magnusson spielte elfmal für die schwedische Nationalmannschaft. Mit der Landesauswahl nahm er an der Weltmeisterschaft 1974 teil, bei der Schweden erst in der zweiten Gruppenphase scheiterte.

## Privates
Sein älterer Bruder Roger war ebenso Fußballspieler und spielte neben der schwedischen Nationalmannschaft auch für den 1. FC Köln, Juventus Turin und Olympique Marseille.

## Erfolge
- Schwedischer Meister: 1972 und 1973